# صبح ساحل
روزنامه صبح ساحل نخستین نشریه استان هرمزگان پس از انقلاب است که در سال ۱۳۶۴ خورشیدی توسط قاسم کرمی تأسیس شده‌است.
این نشریه که از قدیمی‌ترین نشریات محلی کشور محسوب می‌شود کار خود را از ۱۲ آذر ۱۳۶۴ با انتشار یک شماره در هفته آغاز کرد و با گذر زمان به سه شماره در هفته و بعدتر به روزنامه‌ای سراسری ارتقاء یافت.
روزنامه صبح‌ساحل از دههٔ ۱۳۸۰ در 12صفحه رنگی و با شمارگان ده هزار نسخه منتشر می‌شود و مدير مسئول الهام کرمی و سردبیر آن مهراب رشیدی است.
بنیان‌گذار و مدیرمسوول این روزنامه قاسم کرمی بود که در ۱۹ فروردین ۱۳۹۲ خورشیدی در بیمارستان امام‌رضا بندرعباس درگذشت.

## ضمائم
این روزنامه از سال ۸۱ تاکنون نشریات مختلفی به صورت ضمیمه منتشر کرده‌است. داماهی، هورخش، چیسکو، کِیْدی، سالنامه صبح‌ساحل و ساحل‌بانو ازجمله ضمیمه‌های این روزنامه بوده‌اند.
داماهی طی سال‌های ۸۱ تا ۸۳ در حوزه هنر و ادبیات منتشر شده، کِیْدی در سال ۸۶ و ۸۷ در حوزه موسیقی و سالنامه صبح‌ساحل نیز به عنوان مجله‌ای که مروری بر وقایع استان هرمزگان در سال ۸۶ بود، فروردین ماه ۸۷ منتشر شد.
ساحل‌بانو نیز ضمیمهٔ ماهانه این روزنامه است که از اسفند ۱۳۹۴ هرماه با موضوع زنان هرمزگان منتشر می‌شود.